# Lételon
Lételon ist eine französische Gemeinde mit 91 Einwohnern (Stand 1. Januar 2022) im Département Allier in der Region Auvergne-Rhône-Alpes (vor 2016 Auvergne); sie gehört zum Arrondissement Montluçon und zum Kanton Bourbon-l’Archambault.

## Geographie
Lételon liegt etwa 38 Kilometer nördlich von Montluçon am Cher, der die Gemeinde im Westen begrenzt.

### Nachbargemeinden
Umgeben ist Lételon von den Nachbargemeinden Coust im Norden und Nordosten, Braize im Osten, Urçay im Süden, La Perche im Westen und Südwesten sowie Ainay-le-Vieil im Nordwesten.

## Bevölkerungsentwicklung
| Jahr      | 1962 | 1968 | 1975 | 1982 | 1990 | 1999 | 2006 | 2011 | 2018 |
| Einwohner | 164  | 166  | 165  | 155  | 143  | 144  | 139  | 118  | 99   |